# Vera Đurašković
Vera Ðurašković (en serbe : Вера Ðурашковић), née Vera Čerepina le 29 août 1949, est une joueuse yougoslave puis serbe de basket-ball.

## Palmarès
- Médaillée de bronze olympique 1980[1]